# 魔界学園
『魔界学園』（まかいがくえん）は原作：菊地秀行、作画：細馬信一による日本の漫画作品。『週刊少年チャンピオン』（秋田書店）で連載された。その原型は菊地秀行の小説『魔人学園』で、世界設定や一部の登場人物の名前など一致する点も多い。なお単行本の中表紙には「EVIL MEN'S HIGH-SCHOOL」というサブタイトルらしきものがある。

## 概要
現実の日本と大差無いように見える世界で物語は始まるが、学校というものの力（特に学生の力）が異様に大きく、「転校生」など既存の名詞がまったく別の意味を持つなど、その実像は大きく異なる。物語の開始時にはそれらについての説明は少なく、徐々に読者に情報が与えられていく形をとっている。
菊地秀行は、従来の「学園もの」に異世界ホラーの味付けをした本邦初の試みと語っている。

## 用語
学生連合
通称、学連。その名の通り学生により構成される巨大な支配力を持つ組織。東西に1つずつ存在する。東の学連の場合、自ら定めた学連憲章という1000年以上の歴史を持つ規則により、その強制力は小学校、中学校、高等学校在籍者にしか及ばない。
学校
主に登場するのは高校である。上述の小学校、中学校の他に大学も存在することは語られているが、いずれも作品中に描写はほとんど無い。各地に無数の高校が存在し「護衛団」という組織を一つずつ抱えている。当然各学校には成人である教師らが存在するが登場は少なく、登場しても総じて学生らに比べるとあまり大きな力（権力、武力ともに）は持っていない。
「東」では50年前の「関東最終戦争（かんとうハルマゲドン）」で恒久平和条約が締結されて以来、学校相互のトラブルはないとされていたが、「西」の介入によりその均衡が破られる。
護衛団（ごえいだん）
各学校の生徒らによって形成される自警団的組織。外部からの攻撃に対する防衛や内部の治安維持を担う。最高位の者を番長もしくは総番、第二位を副番と呼ぶなど、不良学生グループ（番長#キャラクター類型としての番長を参照）を模した構成になっている。各護衛団で最強の者が総番をつとめるのが普通らしく、総番らはその学区の事実上の統括者でもある。
転校生
何らかの問題に直面した学校の依頼により異世界から召喚される正体不明の超人的存在。滅多なことでは召喚はなされず、また本人の自由意志で世界を移動することはできない。1人ではなく無数におり、超人揃いだが個々人で技量には差がある模様。彼らが本来帰属する世界については、どのような世界なのか、そもそも存在するのかなど、全く明かされない。依頼を遂行しきった場合の報酬がどのようなものかも不明。魔戒十条という規則を持っている。
都立帝高校（とりつみかどこうこう）
物語の開始時に主人公が転校してくる高校。東の学連加盟校。護衛団の名は烈鬼（れっき）。夜間部がある。
番外番（ばんがいばん）
人知れず外番と同じ役目を果たす、各校護衛団の秘密兵器といわれる番の外にいる影の番長たち。一般生徒のほとんどはその存在に気づくことなく卒業していくが、学園の平和を維持するために彼らほど凄まじい戦いを繰り広げる者はいないという。
神の槍（かみのやり）
代々神主の家系である霧子の家に1000年前から伝わる家宝の槍。使うにふさわしい人間が持てば凄まじい力を発揮する。平安京を襲った千匹の鬼を源頼光はこれ一本で全滅させたという。当初は霧子の形見として当麻三平が所持していたが檀隼人に託され、槍の形状も変化した。

## 地理
日本
「東」と「西」は完全に分断されており、行き来はない（新幹線は通っているが、それに乗って帰ってきたものはいない）。なお、この世界の陸地の分布は現実のそれと異なり、日本列島は海に孤立している。
会津若松市
別名「戦闘市（ウォー・シティ）」。中心は鶴ヶ城（会津若松城）であり、城の内外には侵入を阻む数々の仕掛けが施されている。かつては東の学連の圧力にも屈さず自主独立の気概をたたえ、自由に生きる誇りを持っていたが、学連の襲撃に遭い敗戦。混乱に乗じて会津鉄騎高護衛団「武神」を剛馬三蔵が乗っ取ってからは学連の飼い犬と化し、会津と「武神」は腐敗していく。
名古屋
3000年前に陽子弾を落とされ廃墟と化した街。「東」と「西」の間に存在し、「東」ではその名は知られておらず、「西」からは恐れられている。名古屋そのものは意思を持っており、あらゆる生命を滅ぼしたこの破壊が人間の仕業だと知り怨霊と化し、人間を呪い喰らうようになる。生き残った人間たちはそれぞれ大小のグループを作って争うようになった。地下には核シェルター「名古屋」があり、複合コンピュータ「オワリ」が管理している。
淡路島
大阪湾の少し沖にある島。日本神話によれば神が最初に創造した島であり、2人の神がこの島をちぎっては海に投じ、やがて日本やヨーロッパ、アメリカができた。
ヨーロッパ
日本から見て西にヨーロッパ島があり、ヨーロッパ諸国がそこにある。日本とヨーロッパには交流があり、そのため英語の授業は存在している。
台湾
1巻で言及されている。そこでは「台湾で国際番長会議がある」という話題が出ている。
アメリカ
謎の大陸。

## 登場人物
キャスティングはドラマCDのもの。

### 帝高校（みかどこうこう）

#### 主要人物
檀 隼人（だん はやと）
声 - 関俊彦
「西」の手先に誘拐された氷河めぐみを奪還し守るため、50年ぶりに召喚された「転校生」。年齢が17歳であること以外、経歴は一切不明。「気」を操り、気砲での攻撃や気塊での防御を得意とする。技は「気功スクリュウ」、「散弾気砲」、「気砲連砕」など。
檀隼人という名は菊地秀行と細馬信一が組んだ最初の作品『黙示録戦士』の主人公と全く同じであるが意図したものではなく、菊地は細馬に指摘されたことで初めて気づいたという。
氷河 めぐみ（ひかわ めぐみ）
声 - 天野由梨
帝高の女子生徒。美しく聡明だが決して飾ることなく、そのほとんどのミス・コンで優勝していることから「ミス帝高」と呼ばれる。本人も知らないその隠された力のため「西」から狙われる。
高校ボクシング都大会ではプレゼント・クイーンに指名され、無差別級優勝者の賞品とされることになる。終盤で隠された力が「過去に存在し、失われたものを復活させる」というものだと判明する。

#### 護衛団「烈鬼（れっき）」
鉄人 黒金（てつと くろがね）
声 - 梁田清之
帝高護衛団「烈鬼」の総番。禿頭の巨漢。通称「黒金伝説」で、その力は伝説とまで言われる。女性に弱く、ひょうきんな一面がある。
東日本学生連合の非道な方針に反旗を翻し、学連総代・鳥羽獄魔に殺されるがめぐみの力で復活する。
響（ひびき）
声 - 速水奨
「烈鬼」の副番。聡明な美男子。「冬の響」と呼ばれ、東のすべての高校で恐れられている林崎夢想流抜刀術（林崎流抜刀術とも）の達人。
会津で隼人と合流した後にともに「西」へ向かい、「西」の本拠地・大阪に潜入する。
海鳴 平助（うみなり へいすけ）
声 - 谷本憲彦
「烈鬼」外番。逆立った髪型をしている。その周囲に霧と海鳴りをまとい、波音の刃で相手を斬る。鉄人、響が不在の際は総番代行を務めた。
土不要（つちいらず）
声 - 桜井敏治
「烈鬼」外番。サングラスをかけた大男。大地を必要としない技といわれる「地球航法（アース・ドライブ）」により、重力と地球の自転速度が生み出すエネルギーを自在に調節して宙を飛び、四方に影響を与えることができる。海鳴と行動を共にすることが多い。
本多 隆治（ほんだ りゅうじ）
「烈鬼」に3人いる番外番の1人。サングラスにコート姿の飄々とした人物。その戦闘力は総番に匹敵すると言われ、針金を自在に操る。氷河めぐみのボディガードとして登場。
幻 鏡次（まぼろし きょうじ）
「烈鬼」番外番の1人。通称「ミラー・ガイ」。鏡の中に潜み他人の姿を借りて敵を倒す。
夜光 忍（やこう しのぶ）
声 - 佐々木望
隼人やめぐみのクラスメイトの盲目の生徒。サングラスをかけている。目が見えないかわりに、夢で全てを見る少年。3人目の番外番。番外番であることは「烈鬼」の幹部にすら知られていない。
貢（みつぎ）
「烈鬼」戦闘隊班長。幻覚を見破る「透眼鬼」や「瞳術」を使う。
忍（しのぶ）
「烈鬼」の団員。小柄な少年。影に入り込む「忍技」や特殊な血痕を残す「透明傷痕」を使う。
坂崎 守（さかざき まもる）
「烈鬼」戦闘班長。虚空院幽鬼のために「烈鬼」を裏切り、学連側につく。技は「地爆震」、「空爆震」。

#### ボクシング部
小山内 愛一郎（おさない あいいちろう）
声 - 森川智之
帝高ボクシング部1年。身長165センチメートル、体重58キログラム。氷河めぐみを狙う陰謀に巻き込まれる少年。隼人の弟子となり、光るパンチ「レイ・ガン」を伝授される。ミス・ヴァージンに術をかけられてからは「ブラック・レイ・ガン」を使用する。
白桐 みゆき（しらぎり みゆき）
声 - 木藤聡子
ボクシング部の女性マネージャー。小山内を気にかけ、なにかと世話を焼く。
剛 達磨（ごう たつま）
声 - 中村大樹
ボクシング部キャプテン。身長170センチメートル、体重58キログラム。必殺パンチは「彗星」。後輩思いの人物。1、2年生時にボクシング都大会個人戦・団体戦ともに3位の成績。
間（はざま）
声 - 二又一成
ボクシング部副将。卑劣な性格で未熟な小山内をいじめていた。必殺パンチは「IV（インヴィジブル）ストレート」、「インビジブルアッパー」。

#### 教師
暮六（くれむつ）先生
声 - 八木光生
帝高の英語教師。隼人を召喚した契約者。以前ボクシング部の顧問だった。
シリル先生
声 - 篠原恵美
帝高の主任教師。夜光と一緒にいることが多い。
帝高校長
声 - 小林修
20年間その姿を見た者がいないという謎の人物。

#### その他の生徒
外谷 順子（とや じゅんこ）
放送部所属のふくよかな女子生徒。
鬼怪 利道（きかい としみち）
帝高2年。転校初日の隼人に因縁をつけた上級生。モヒカン頭をしており、複数の鉄の輪がついた棒状の武器を持つ。
異形 研太郎（いぎょう けんたろう）
帝高2年。鬼怪とともに隼人に因縁をつけた上級生。女性的な口調でしゃべり、口紅を武器にしている。

### 帝高以外の学連加盟校

#### 玲瓏高校（れいろうこうこう）
月の輪 麗子（つきのわ れいこ）
声 - 小林優子
ボクシング部女性キャプテン。美貌の持ち主で「恐怖のKOクイーン」と呼ばれる。隼人の人柄を認め、各校護衛団に隼人が襲撃容疑をかけられた際は自分の髪を差し出して場を収めた。ボクシング都大会団体戦ではBブロック代表。必殺パンチは切れ味抜群の「レーザー」。
網代木 三平（あじろぎ さんぺい）
声 - 梅津秀行
護衛団「残月（ざんげつ）」団長。体内に様々な戦闘能力を持つ生体サイボーグの家系の生まれ。臓器はその神経に至るまでが武器で、肋骨は伸縮自在の槍、汗は溶解酸になっており、人間の体内に流れる微弱な体電流を百万ボルトの超高圧に変えて送り出すこともできる。

#### 吾無零高校（ごむれいこうこう）
我蘭 獰（がらん どう）
声 - 梅津秀行
ボクシング部キャプテンの巨漢。通称「無敵の石像（ゴーレム）」で、いかなるハードパンチャーの攻撃でもダウンしたことはなく、どのようなタフ・ファイターも一発でマットに沈めてきた。また、巨体だがフットワークは軽やか。隼人が襲撃容疑をかけられた際は自分の胸毛を差し出した。都大会団体戦ではCブロック代表。必殺パンチは「ロック・クラッシュ」。
志麻魏 丈（しまぎ じょう）
護衛団「魏図藻（ぎずも）」団長。

#### 平留須高校（へるすこうこう）
蒼城 四美人（そうじょう しびと）
声 - 二又一成
ボクシング部キャプテンで、通称「リングの呪術師」。痩躯の男。相手を打つ、また打たれても相手の体は極度の疲労感とともに体重が数十倍になり、一歩も動けなくなるという能力を持つ。都大会団体戦ではDブロック代表。月の輪、我蘭とともに登場することが多い。
墓出牛 紺吉（ぼでうし こんきち）
護衛団「空魔（くうま）」団長。モヒカン頭の巨漢。頭上には常に巨大輸送艇が滞空しており、戦車や戦艦を用意することができる。網代木、墓出牛とともに登場することが多い。

#### その他の高校

##### 西の手先
角井（かどい）
声 - 荒川太郎
帝高の友好高である黒門高の総番。ミス・ヴァージンに操られ、彼女の指示でめぐみを誘拐する。巨大なアフロヘアーをしており、その中に鷲を飼っている。
素牌駄（すぱいだ）
声 - 梅津秀行
何者かに憑かれた黒門高の生徒たちが合体して現れた、クモのような姿をした怪物。
最強のメンバー
ミス・ヴァージンが隼人を抹殺するために角井に集めさせた10人。リーダーはロンギヌスの槍のコピーを所持しており、腕を8本に増やすことができる。子分たちはそれぞれボクシング、柔道、空手、キックの使い手。漫才じみた掛け合いが多く、鉄人に呆れられる。作戦失敗後はリーダーのみ逃亡し、子分たちは口封じのために一瞬の間にミイラ化する。
獣王寺 一馬（じゅうおうじ かずま）
調布市立狼人高護衛団「狂獣」総番。黒門高と同じく西の連中に憑依され、隼人に襲い掛かる。
この他の西の手先に山形県獄門台高校護衛団「地獄」、宮城県仙台格闘専門高校護衛団「疾風」、新潟県機動高校護衛団「狂馬」、岩手県鳳凰高校護衛団「黒獅子」、秋田県天上音楽高校護衛団「鬼曲」がいる。

##### 高校ボクシング都大会出場校
呂母（ろぼ）
大神高ボクシング部キャプテン。都大会団体戦Aブロック準決勝にて帝高の小山内と対戦する。必殺パンチ「レイ・ガン」をくらいダウンするが、そのショックで眠っていた半獣人の資質が目を覚まし、獣人化現象（ゾアントロピー）を発生させ暴れ出す。保安隊による5000ボルトの電撃棒をものともしなかったが、放送席に座っていた輪島光一、ファイティング原打、ザッツ石松の3人の元世界チャンピオンによって鎮圧され、試合は小山内のTKO勝ちとなった。
火車 進（ひぐるま すすむ）
声 - 宇垣秀成
火車高ボクシング部キャプテンで、創立者の孫。都大会団体戦Aブロック決勝にて帝高と対戦する。必殺パンチは拳から数千度の熱を放射する「ファイア・パンチ」、「ファイア・ボール」。
金尾（かねお）
2年生にして鬼竜高ボクシング部キャプテンになった男。都大会団体戦Eブロック代表。必殺パンチは「マシンガン・パンチ」。その拳は千分の一秒の分解写真でもはっきり見えず、一瞬のうちにあらゆる急所へ叩き込む。
鷹木 浮遊（たかぎ ふゆう）
黒鷹高ボクシング部キャプテン。都大会団体戦Fブロック代表。必殺パンチは「飛翔殺法」。
鞍麻（くらま）
前回の優勝校であり、天代宗を奉じる仏教高・魍魎寺高ボクシング部キャプテン。仏像のような螺髪をしている。都大会団体戦Gブロック代表。呪文で呼び出した怨霊で相手の動きを封じる能力を持つ。
黒井 雄大（くろい ゆうだい）
波怪高ボクシング部キャプテン。全身を黒い包帯で覆った人物で、その正体は帝高ボクシング部副主将の間。都大会団体戦Hブロックから勝ち上がり、決勝で帝高と対戦する。上体を蛇のようにくねらせ相手のパンチをかわし、相手のパンチを送り返す「奇跡のテクニック」を持つ。しかし無理に身につけたものであり、何度も使用したために体に限界が来る。
五月雨 藤兵（さみだれ とうへい）
雷高2年で相撲部所属の巨漢。身長2メートル99センチメートル、体重250キログラム。ボクシング都大会無差別級Aブロック代表。
才賀 進（さいが すすむ）
東京医療大学高等部1年でボクシング部所属。身長160センチメートル、体重50キログラム。都大会無差別級Bブロック代表。専門は解剖学。
長野（ながの）
東京医療大学付属高等部護衛団「闘志」総番。
白石 拳吉（しらいし けんきち）
東日本ボクサー養成専門高等科3年。身長185センチメートル、体重80キログラム。都大会無差別級Cブロック代表。個々の能力では他の選手に劣るが、総合力では誰も及ばないと評される。

### 東日本学生連合（ひがしにほんがくせいれんごう）
鳥羽 獄魔（とば ごくま）
東日本学生連合総代。東日本を実質的に支配する男。「邪眼」と呼ばれる単眼を持つ巨漢であり、様々なものをねじ切る力を持っている。また、血液には特殊な再生酵素が混じっており傷を治すことができる。超戦闘部隊「魔神（ましん）」を率い、「西」への侵攻を企む。
虚空院 幽鬼（こくういん ゆうき）
声 - 冬馬由美
東日本学生連合代表の少女。美しいが、気位が高く残忍な面を併せ持つ。「四季殺法」春夏秋冬の使い手でもあり、鞭の扱いに長ける。
隼人に自らのプライドを傷つけられて以来、敵意を持つものの、後にそれは愛情をも生み出していく。大阪において当面の敵「西」を倒すために隼人と一時的に同盟を結ぶ。
終盤、鬼面の罠に嵌って胸部に「時限雷気」を埋め込まれ、隼人を陥れるための囮として爆死させられる。
血槍 門土（ちやり もんど）
獄魔が幽鬼の護衛として授けた殺人鬼集団「虐殺団（スレイヤーズ）」の1人。100年前に「永久監獄」に放り込まれたが、忠誠の代わりに出獄した。いずれも一度は隼人に敗れるが、名古屋の怨念が取り憑いたことでパワーアップして蘇る。
血槍の口にくわえた牡丹の花に魂が魅入られた者は、その花が茎から切り取られると同時に首が飛ぶ。
百鬼 鞭（ひゃっき べん）
「虐殺団」の1人。口から吐く「粘液網（リキッド・ネット）」は鋼鉄と同じ硬さを持ち、あらゆるものに張り付いて自由を奪う。
妖城 達磨（ようき たつま）
「虐殺団」の1人。聖書を読み上げることで獣を呼び、相手を喰らわせる。
団 藤次（だん とうじ）
東日本学生連合騎馬警備隊「ヘル・ライダー」の1人。槍騎兵（ランサー）であり、「雷火槍」を使う。当世具足を身にまとっている。
「ヘル・ライダー」は騎馬警備隊の最精鋭3人で構成され、3人で1000人もの敵をほとんど無傷で全滅せしめる戦闘力を誇る。
団は「ヘル・ライダー」隊長格でもあり、「戦いは常に正々堂々と正式な手続きを踏んで行う」と隼人に言いきるほど、戦士としての誇りは高い。
笹 小次郎（ささ こじろう）
「ヘル・ライダー」の1人で長剣士（セイバー）。馬に乗ったまま人を斬る馬上剣の使い手。野太刀を背中に帯び、胴鎧を着用している。
照 銀三（てる ぎんぞう）
「ヘル・ライダー」の1人で弓兵（ボウ・マン）。一度に無数の矢を放つ「幻矢千本」を使う。
脳魔 狂三郎（のうま きょうざぶろう）
学連参謀部長。
修羅木 双治（しゅらき そうじ）
書記長。学連機動部隊「ウォー・クライ」に命令を下し、帝高を進撃する。
鳥羽 遥（とば はるか）
東京生徒会連合代表。院政高生徒会長。名前のみの登場であり、ドラマCDでは名前が「すすむ」に変更されている。

### 熊谷機械工業高校（くまがやきかいこうぎょうこうこう）
当麻 三平（たいま さんぺい）
連合非加盟の孤立高である熊谷機械工業高校の夜間部に通う大男。恋人の霧子を機鬼に殺され、その復讐に命をかけている。
大辻（おおつじ）
護衛団「機鬼（きき）」総番。操縦する戦闘メカ「死機械（ダイ・マシン）」は校舎そのものであり、ボディはロケット砲も防ぐデュープ原鋼でできている。
三田村（みたむら）
護衛団「機鬼」副番。機械の巨人を操る巨大な戦闘服「ゴルディアス」に乗り込む。

### 会津鉄騎高（あいづてっきこう）
桜 千真（さくら ちま）
会津鉄騎高護衛団「武神」の元外番。抜刀術の使い手の美少女。「武神」の堕落を憂い退学中であり、剣舞の大道芸人をしている。隼人とは弟のトオルを助けてもらったことをきっかけに知り合う。5歳のときに鶴ヶ城で行方不明になり、その際に操眼師に出会っている。
剛馬 三蔵（ごうま さんぞう）
「武神」の総番。権力志向が強く、学連と組んで上級生を闇討ちし「武神」を乗っ取った。
幻射 光一郎（げんしゃ こういちろう）
「武神」の幹部「武神三武将」の1人。生気のない幽霊のような風貌。会津雲流剣術皆伝であり、肉を斬らせて骨を断つ「暁雲断刃」を使う。鶴ヶ城で操眼師に眼を奪われ、金縛りの力を持つ「猫眼」を与えられる。しかし眼と魂を奪われても武人の精神だけは失わず、隼人には一対一の剣だけの戦いを挑んだ。
扇 達平（おうぎ たっへい）
武神三武将の1人である禿頭の大男。会津極彩流棒術の達人。勝つためにはどんな卑劣な手も使うといわれるが、隼人との死闘を経て男の戦いに目覚める。技は二条砕棒：初流の一「右水車」、「左水車」、「両水車」、両水車からの「土津波」、「土飛沫」、中流の三「刃隠れ」。
通師 成男（とうし なるお）
武神三武将の1人。眼鏡をかけている。ダーツの矢を武器にした「通し矢」の達人。幻射と同じく操眼師に眼を奪われ、「奈落眼」を与えられる。「武神」の中に裏切り者がいると知った剛馬に疑いをかけられ背後から刺されて倒れるが、最後は偶然を装って隼人を助ける行動を見せ、隼人に「偽の裏切り者」と評される。
大峰 巨峰（おおみね きょほう）
鶴ヶ城防衛隊指揮官。鶴ヶ城を訪れた扇や通師たちを戦闘獣ルームに案内する。
田中（たなか）
英語教師。グラマーな美女だが乳房に唇がついており、英語が話せない本人の代わりに右の唇で英語をしゃべり、左の唇で噛みついた相手の情報を聞き出す能力を持っている。千真に隼人のことを話させるために、剛馬に頼まれて「特別授業」という名の尋問を行う。

#### 「武神」OB
那須 新吾（なす しんご）
「武神」の前総番。会津が学連に敗れた際に剛馬に闇討ちされ、その地位を奪われる。「武神」OBを集め再起を目指しており、「西」からの脅威に対抗するために「武神」を再編させようとする隼人と共闘する。技は会津「雷竜拳打法」地雷鳴、天雷鳴、会津雷竜拳・下打の法「活拳」。
辰巳（たつみ）
隼人が信用に値するか試すために「武神」の裏切り者のふりをして挑んだ男。会津若松「造山流空手」の使い手であり、技は「上流創法その五：千手造山」。
武入 双吾（たけいり そうご）
「武神」二十代目総番。学連と会津の全面戦争の中、降伏を勧告する鉄人に対し仲間を引き下がらせ、ただ一人鉄人に戦いを挑む。

### 外道団（げどうだん）
ミス・ヴァージン
声 - 野沢雅子
「西」から氷河めぐみ奪取のために来た最高指揮官であり、「外道団」の幹部。数々の妖術を使うセーラー服を着た老婆。
めぐみを奪取する本当の目的は知らされていなかった。東西友好条約締結後は東と共闘し、外敵に対抗する。
ミス・セイントという、双子の姉がいる。
鬼面（きめん）
「西」側を支配する「外道団」の総番。鬼の面をつけたまま素顔を見せない謎の人物。
もう一人の“転校生”（もうひとりのてんこうせい）
鬼面の真の正体。隼人と同じ「転校生」で、「転校生」としてのわずかな報酬に満足できず、また「転校生」が持つ超常的な力を恐れた人間たちに迫害されたことで、その怒りと復讐心から変貌。世界征服を企み、野望実現のためにめぐみを連れ去る。
素顔は隼人と同じ顔だが、「同じ顔では不便だろう」という理由で異形の顔へと変貌する。技は体内に気を仕込み、内側から炸裂する「時限雷気」。
なお、本物の鬼面はアメリカの魔手から大阪を守ろうとして「転校生」を招いたが、アメリカと組んだ方が得と考えた「転校生」に殺されている。
黙示 兵磨（もくじ ひょうま）
「外道団」の最高幹部「三騎士」の1人。黙示流居合の使い手である美青年。響と互角の腕前を持ち、実力を認め合っている。
妖蟲 皇子（ようちゅう こうじ）
三騎士の1人。車椅子に乗った太った男。体内に飼っている一兆匹の虫を操る。女性には優しい。
三面のオズマ（さんめんのオズマ）
三騎士の1人。3つの顔を持つ巨人で、それぞれ「防御」のA面、「攻撃」のB面、「復活」のC面。
凶鳥 飛鳥（まがどり あすか）
大阪城地下を守る「魔空の牢番」。背中に翼が生えており飛ぶことができる。技は飛翔殺法「刃雪崩」。
眼火丸 省吾（めかまる しょうご）
大阪を預かる戦闘番。機獣高校所属で、全身を西洋甲冑で覆っている。
記 道順（しるす みちより）
「外道団」戦闘班長。「マップ・キラー」と呼ばれ、地図に道を記すことで道順を変えたり、自分の血管や内臓、神経の位置を移動させたりできる。
水の輪 茂樹（みずのわ しげき）
大阪潜水高校総番。「人間潜水艦」の異名を持つ。水の中での戦いでは無敵と豪語し、豪雨の中で隼人と響を待ち受ける。パッシブ・ソナーで敵の推進音を聞きとり、魚雷で攻撃する戦法をとる。

#### その他の関係者
水月（みなづき）
声 - 柴田秀勝
「西」から来た男であり、水月ボクシング・ジムの会長。ミス・ヴァージンに協力し、小山内と剛を術中に陥れる。必殺パンチは「人喰い（マン・イーター）」。
巨人
声 - 中村大樹
ミス・ヴァージンに協力する黒ずくめの大男。正体はロボットであり、体に備わった伸縮式骨格を利用して隼人に化け、東の各校のボクシング部を襲撃して濡れ衣を着せる。
図面（ずめん）
設計士。外道団の本拠地である大阪城を設計した人物。

### 大阪
X（エックス）
自称大阪一の探偵。ミス・ヴァージンと虚空院幽鬼から依頼を受け、隼人と響の行方を捜索する。別名「触れずのX」であり、隼人の気を弾き返した。非常に頑丈な体の持ち主でもある。
アイコ
Xの共同経営者。Xとともに隼人たちの行方を捜索する。銃弾を弾く体を持ち、唾は煙幕代わりになる。また、髪を投げつけて爆発させる「ヘアーボム」など、髪も爪も全身が武器になっている。
ミス・セイント
ミス・ヴァージンと瓜二つの姉。外道団の支配を嫌い、地下へ逃げて来た隼人を大阪難民キャンプにかくまう。技は魔力「死角忍び」、妖術「元素変化」。最後は自分の身体の元素配列を変えて放射能吸収物質と化し、大阪を核爆発から救う。

### その他の人物
観音像（かんのんぞう）
隼人が泊まっている廃寺にいる巨大な仏像。隼人のエネルギーにより生命を与えられており、関西弁でしゃべる。口は悪いが隼人の身の回りの世話をしたり、小山内のスパーリングパートナーを務めたりする。
操眼師（そうがんし）
鶴ヶ城にいる謎の人物。太古より全宇宙、全次元の動きを見つめてきた操眼師の末裔。「魔眼」を操ることができ、左眼は限りない破壊を生み、右眼は果てしない平穏をもたらす。鶴ヶ城が落成した500年前から実際に顔を見た者はほとんどいない。
今崙（ころん）
コロンブス提督。アメリカから大阪にやってきた黒船の艦長。統一国家建設をうたい日本の文明化を進めており、「西」に協力しているが、真の目的は日本および世界の征服。3000年前にはその祖先が大阪に到着し、自分たちの力を示すため名古屋を灰にしている。その正体は体内に巣食うエイリアンの操り人形。
イザナミとイザナギ
日本を生んだ男女一体神。世界を造っている最中に女神イザナミは大地の形が気に食わなくなり、男神イザナギとともに全てを塵と水に戻そうとしたが、すでに大地に住んでいた人々に呼ばれた「転校生」に封印される。しかしもう一人の「転校生」の手により、一万年の時を経て蘇る。

## 書誌情報
- 原作：菊地秀行、作画：細馬信一『魔界学園』秋田書店〈少年チャンピオン・コミックス〉、全21巻
  1. 1990年1月発行、ISBN 4-253-05111-1
  2. 1990年4月発行、ISBN 4-253-05112-X
  3. 1990年7月発行、ISBN 4-253-05113-8
  4. 1990年10月発行、ISBN 4-253-05114-6
  5. 1991年1月発行、ISBN 4-253-05115-4
  6. 1991年3月発行、ISBN 4-253-05116-2
  7. 1991年5月発行、ISBN 4-253-05117-0
  8. 1991年7月発行、ISBN 4-253-05118-9
  9. 1991年8月発行、ISBN 4-253-05119-7
  10. 1991年10月発行、ISBN 4-253-05120-0
  11. 1991年12月発行、ISBN 4-253-05121-9
  12. 1992年1月発行、ISBN 4-253-05122-7
  13. 1992年4月発行、ISBN 4-253-05123-5
  14. 1992年6月発行、ISBN 4-253-05124-3
  15. 1992年8月発行、ISBN 4-253-05125-1
  16. 1992年11月発行、ISBN 4-253-05126-X
  17. 1992年12月発行、ISBN 4-253-05127-8
  18. 1993年3月発行、ISBN 4-253-05128-6
  19. 1993年4月発行、ISBN 4-253-05129-4
  20. 1993年7月発行、ISBN 4-253-05130-8
  21. 1993年8月発行、ISBN 4-253-05131-6

## CDドラマ
バンダイ・ミュージックエンタテインメントから発売された。ナレーターは玄田哲章。
原作第1話からボクシング編まで描かれる。原作とは異なり帝高の団体戦決勝の相手は平留須高校となっており、黒井雄大は登場しない。
1. 魔界学園I 転校生編（1991年4月21日）
2. 魔界学園II 激闘編（1991年9月21日）
3. 魔界学園III 完結編（1992年5月21日）